# Neoscopelus microchir
Neoscopelus microchir är en fiskart som beskrevs av Matsubara, 1943. Neoscopelus microchir ingår i släktet Neoscopelus och familjen Neoscopelidae. Inga underarter finns listade i Catalogue of Life.